# Libyens militär
Libyens väpnade styrkor är Libyens militär med försvarsgrenarna armén, flottan och flygvapnet. 
Sedan det andra libyska inbördeskriget 2014–2020, som följde på inbördeskriget och störtandet av Muammar al-Gaddafi 2011, har det militära läget i Libyen varit svåröverskådligt, precis som förhållandena i landet som helhet. De libyska väpnade styrkor som fanns under Gaddafi-tiden blev i samband med det andra inbördeskriget i princip delade mellan två olika parter, dels den i Tripoli baserade och FN-erkända libyska regeringen för nationell enhet (GNU, som 2021 ersatte regeringen för nationell överenskommelse, GNA) och dels den så kallade Libyens nationella armé (LNA) som har anknytningar till det libyska representanthuset (HoR) men de facto står under Khalifa Haftars befäl. HoR och LNA stödjer ett av FN ej erkänt regeringsalternativ, den så kallade regeringen för nationell stabilitet, GNS, som bildades 2022. Båda har egna väpnade styrkor, som båda delvis består av utrustning och enheter rekryterade från den libyska armén, flottan och flygvapnet från före inbördeskriget 2011. Båda styrkorna har band till olika miliser och andra beväpnade grupper och de består till en varierande del även av utländska privata militära entreprenörer och legosoldater. Efter att en vapenvila trädde i kraft i Libyen 2020 pågår en fredsprocess, och en enad väpnad styrka är bland frågorna i den, men inte etablerad.
Under Muammar al-Gaddafis tid uppskattades personalstyrkan vara omkring 75 000 man. De flesta av Libyens stridsvagnar och stridsflygplan härstammar från 1970- och 1980-talen, då materiel köptes in huvudsakligen från Sovjetunionen. En känd specialenhet var Gaddafis livvakt som rapporterades bestå av mellan 30 och 40 kvinnor.